# گواماجیوره
گواماجیوره (به ایتالیایی: Guamaggiore) یک کومونه در ایتالیا است که در استان کالیاری واقع شده‌است.

## خصوصیات
گواماجیوره ۱۶٫۸ کیلومترمربع مساحت و ۱٬۰۴۷ نفر جمعیت دارد.